# 尼康D3300
尼康D3300（Nikon D3300）是Nikon公司于2014年于CES大会发布的入门级数码单反相机。是取代D3200的后续机型。尼康D3300取消了光学传感器前的低通滤波器设计。
尼康D3300使用升级的EN-EL14a锂离子可充电电池。源自D3000的引導模式於D3300上繼續被保留並加以強化，讓入門用家可輕易掌握單鏡數碼相機的使用原理。其他功能，D3300的最高連拍速度是每秒5張，比D3200的每秒4張為多，除此以外，其他的主要功能均與D3200大致相同。